# Vargha Ilona
Vargha Ilona (Budapest, 1910. június 8. – Budapest, 1973. április 19.) magyar tőrvívó, világ- (1937) és Európa-bajnok (1934, 1935), edző, iparművész.

## Karrierje
A Budapesti Egyetemi Athletikai Clubban (BEAC) kezdett vívni. 1934–1951 között 52-szer volt válogatott. 1934-ben a varsói, 1935-ben a lausanne-i Európa-bajnokságon bajnokságot nyert. 1936-ban a XI. berlini olimpián a női tőrvívásban 41 indulóból 7. helyezett lett. 1936-ban a San Remó-i Európa-bajnokságon a 2. helyezett női tőrvívócsapat tagja volt. 1937-ben a párizsi világbajnokságon a győztes női tőrvívócsapat tagja volt. 1938–1939 között a Detektív Athletikai Club tagja volt. 1948-ban a Budapest Barátság Sport Egylet versenyzőjeként tagja volt az országos női tőrvívó csapatának. 1948-ban a hágai és 1951-ben a stockholmi világbajnokságon is 2. helyezett női tőrvívócsapat tagja volt. Visszavonulása után vívásoktatással foglalkozott.
Sírja az Óbudai temetőben található (21/1-1-42).

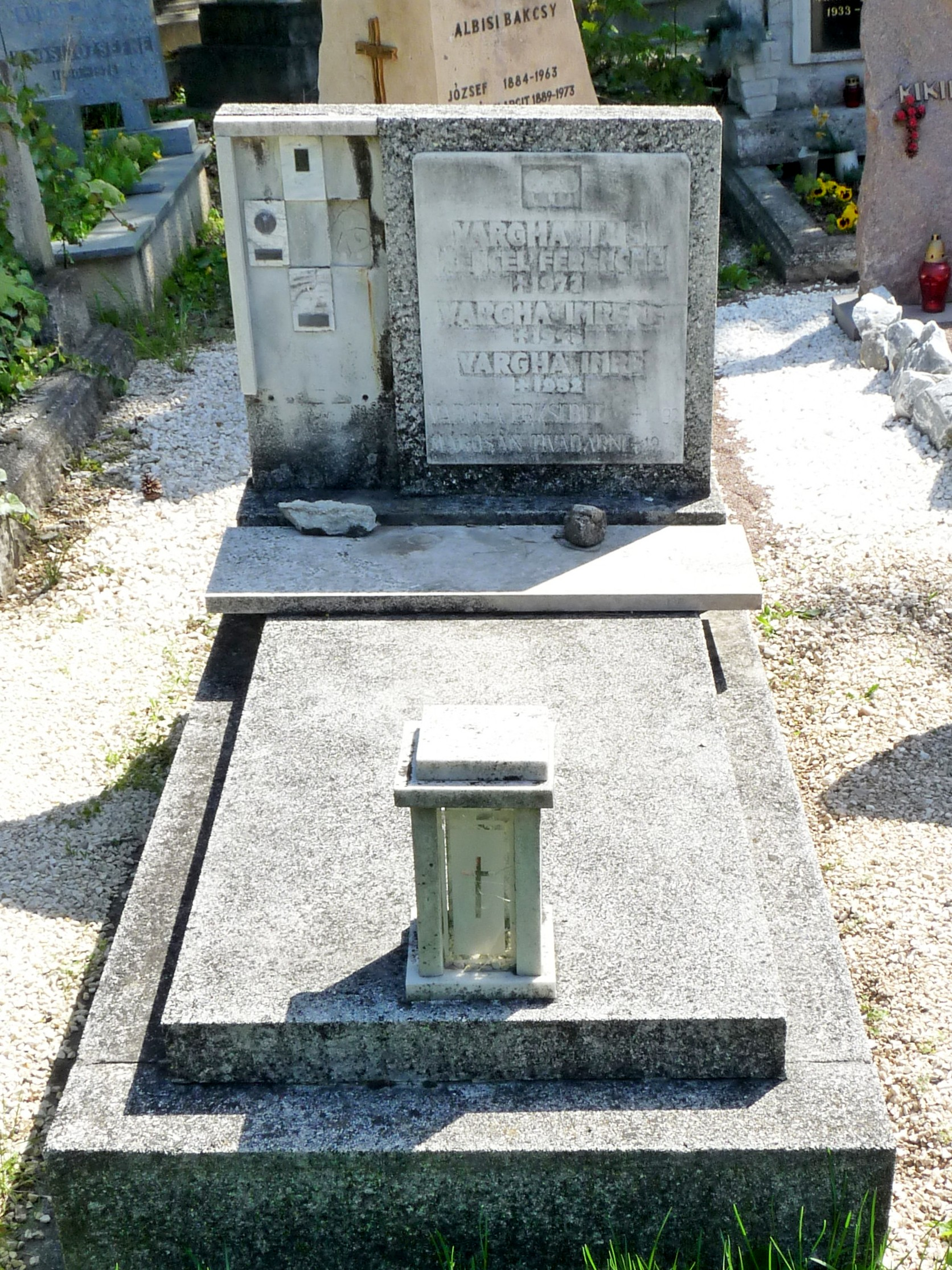
Vargha Ilona világ- és Európa-bajnok tőrvívó sírja az Óbudai temetőben (21/1-1-42).